# Astragalus estahbanensis
Astragalus estahbanensis es una especie de planta del género Astragalus, de la familia de las leguminosas, orden Fabales.

## Distribución
Astragalus estahbanensis es una especie nativa de Irán.

## Taxonomía
Fue descrita científicamente por Maassoumi & Podlech. Fue publicado en Feddes Repertorium. 114(5-6): 323 (2003).